# 워릭 데이비스
워릭 데이비스(Warwick Davis, 1970년 2월 3일 ~ )는 잉글랜드의 배우이다.

## 출연 작품

### 영화
- 1988년 《윌로우》
- 해리포터
  - 2001년《해리 포터와 마법사의 돌》 - 필리우스 플리트윅 역
  - 2002년 《해리 포터와 비밀의 방》- 필리우스 플리트윅 역
  - 2004년 《해리 포터와 아즈카반의 죄수》- 필리우스 플리트윅 역
  - 2005년 《해리 포터와 불의 잔》- 필리우스 플리트윅 역
  - 2007년 《해리 포터와 불사조 기사단》- 필리우스 플리트윅 역
  - 2009년 《해리 포터와 혼혈 왕자》- 필리우스 플리트윅 역
  - 2010년 《해리 포터와 죽음의 성물 1부》 - 그립훅 역
  - 2011년 《해리 포터와 죽음의 성물 2부》 - 그립훅 / 필리우스 플리트윅 역
- 2005년 《은하수를 여행하는 히치하이커를 위한 안내서》 - 마빈 역
- 2016년 《로그 원: 스타워즈 스토리》- 위티프 큐비 역
- 2018년 《한 솔로: 스타워즈 스토리》 - 위즐 역
- 2019년 《말레피센트 2》 - 릭스피틀 역